# Порт-Нічес (Техас)
Порт-Нічес (англ. Port Neches) — місто (англ. city) в США, в окрузі Джефферсон штату Техас. Населення — 13 692 особи (2020).

## Географія
Порт-Нічес розташований за координатами 29°57′39″ пн. ш. 93°57′42″ зх. д. / 29.96083° пн. ш. 93.96167° зх. д. (29.960768, -93.961790).  За даними Бюро перепису населення США в 2010 році місто мало площу 23,63 км², з яких 22,35 км² — суходіл та 1,27 км² — водойми.

## Демографія
Згідно з переписом 2010 року, у місті мешкало 13 040 осіб у 5170 домогосподарствах у складі 3714 родин. Густота населення становила 552 особи/км².  Було 5567 помешкань (236/км²).
Расовий склад населення:
| - 90,9 % — білих - 2,4 % — азіатів - 1,0 % — чорних або афроамериканців - 0,5 % — корінних американців - 0,1 % — вихідців з тихоокеанських островів - 3,5 % — осіб інших рас |

До двох чи більше рас належало 1,5 %. Частка іспаномовних становила 9,9 % від усіх жителів.
За віковим діапазоном населення розподілялося таким чином: 23,2 % — особи молодші 18 років, 61,2 % — особи у віці 18—64 років, 15,6 % — особи у віці 65 років та старші. Медіана віку мешканця становила 40,1 року. На 100 осіб жіночої статі у місті припадало 98,2 чоловіків;  на 100 жінок у віці від 18 років та старших — 96,0 чоловіків також старших 18 років.
Середній дохід на одне домашнє господарство  становив 77 605 доларів США (медіана — 60 768), а середній дохід на одну сім'ю — 89 382 долари (медіана — 75 280). Медіана доходів становила 61 043 долари для чоловіків та 41 321 долар для жінок. За межею бідності перебувало 12,5 % осіб, у тому числі 22,9 % дітей у віці до 18 років та 7,3 % осіб у віці 65 років та старших.
Цивільне працевлаштоване населення становило 6022 особи. Основні галузі зайнятості: освіта, охорона здоров'я та соціальна допомога — 22,4 %, виробництво — 13,8 %, роздрібна торгівля — 10,3 %, науковці, спеціалісти, менеджери — 9,4 %.